# Mont-Laurier
Mont-Laurier är en stad (kommun av typen ville) och tätort (centre de population) i provinsen Québec i Kanada. Den ligger i regionen Laurentides, i den sydöstra delen av landet, 130 km norr om huvudstaden Ottawa. Antalet invånare vid folkräkningen 2021 var 14 180 i kommunen och 7 634 i tätorten.